# Astragalus vagus
Astragalus vagus là một loài thực vật có hoa trong họ Đậu. Loài này được Reiche miêu tả khoa học đầu tiên.